# Vincent Burroni
Vincent Burroni (* 1. Oktober 1947 in Châteauneuf-les-Martigues, Provence-Alpes-Côte d’Azur) ist ein französischer Politiker. Er war von 1998 bis 2002 und ist seit 2012 Abgeordneter der Nationalversammlung.
Burroni engagierte sich früh in Gewerkschaften und wurde Mitglied der Parti socialiste. 1992 zog für sie in den Regionalrat ein, dessen Mitglied er bis 2004 blieb. Durch die Wahl des Abgeordneten Henri d’Attilio zum Senator rückte Burroni für ihn ins Parlament nach. Nachdem er 2002 nicht erneut gewählt wurde, ersetzte er 2003 d’Attilio auch als Bürgermeister seiner Heimatstadt Châteauneuf-les-Martigues. 2004 zog er außerdem in den Generalrat des Départements Bouches-du-Rhône. Bei den Wahlen 2012 wurde er im 12. Wahlkreis des Départements Bouches-du-Rhône, den er bereits zuvor im Parlament vertreten hatte, gewählt und zog erneut in die Nationalversammlung ein.